# サマラ・ウィーヴィング
サマラ・ウィーヴィング（Samara Weaving, 1992年2月23日 - ）は、オーストラリア出身の女優・モデル。

## 来歴
1992年2月23日にアデレードで生まれた。2005年に家族でキャンベラに引っ越し、Canberra Girls Grammar Schoolに通った。そこでdrama captainとなった彼女は、様々な学校や劇場の作品に出演した。 
2008年のオーストラリア・イギリス合作のドラマ『Out of the Blue』のキルスティン・マロニー役で主要キャストとして初めて演じた。しかし、この作品はセカンドシーズンに継続されることなく、打ち切られた。
2009年にオーストラリアのソープオペラ『ホーム・アンド・アウェー』でインディゴ “インディ”・ウォーカーとして出演した。5週間にもわたって繰り返し登場した。プロデューサーがメインキャストとしてサマラを呼び戻したので、翌年からその役を再び演じた。撮影のためにキャンベラからシドニーへと引っ越した。

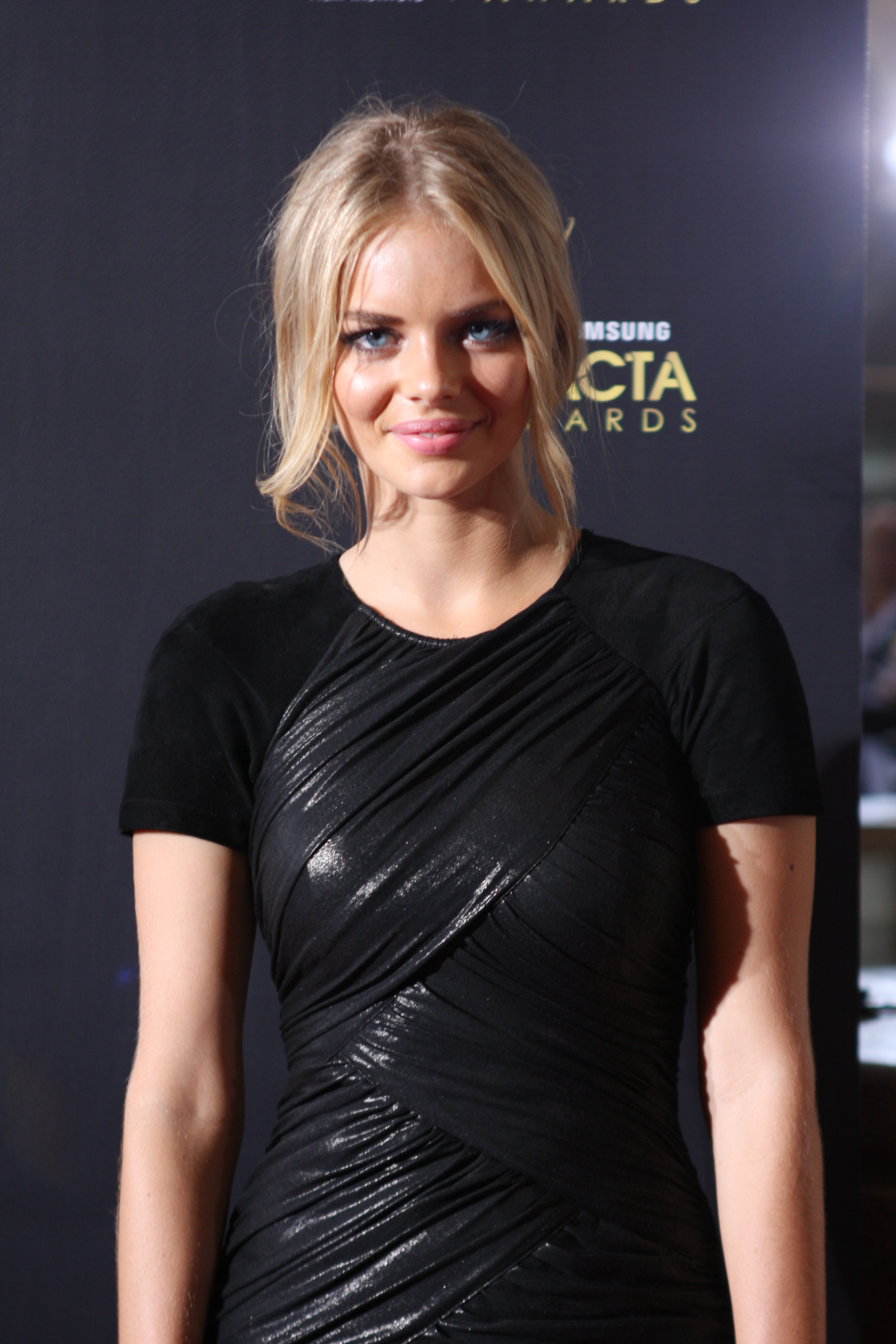
2012年1月撮影

2012年にインディ役の演技が評価され、第1回オーストラリア映画テレビ芸術アカデミー賞でテレビドラマ部門の最優秀女性演技オーディエンスチョイスアワードの候補になった。また、同年からオーストラリアの下着ブランドBondsのモデルを務める。
2013年7月には、『ホーム・アンド・アウェー』の最後のシーンを撮影したことが確認された。作品の国際的な成功でもって、新しい役を追求するのに適切な時期であると感じだした。 同年、叔父のヒューゴ・ウィーヴィングとともに犯罪映画『ミステリーロード/欲望の街』に出演した。
2015年の『死霊のはらわた リターンズ』第1シーズンで、ヘザー役として繰り返し演じた。
2016年に、ブリアンとしてアクションコメディ『モンスタートラック』に出演した。同役は、2014年に初めてロサンゼルスに行ったときに撮影された。
2017年にアクションコメディスリラーの『Z Inc. ゼット・インク』に出演し、10月にリリースされたコメディホラー映画『ザ・ベビーシッター』ではタイトルロールとして主演した。また、映画『スリー・ビルボード』でも役を獲得し、チャーリー・プースの歌「Attention」のミュージックビデオにも出演した。
2017年から2019年にかけて、Showtimeのシリーズ『SMILF』でネルソン・ローズを演じることになったが、2018年12月には、セカンドシーズン終了後に作品から去ることが発表された。原因としてヌードセックスシーンをしなければならないことについて苦情を述べた後に、契約破棄を求めたためである。雑誌「バラエティ」のダニエル・ホロウェイは、彼女が作品のクリエイターで共演者のフランキー・ショーの第1シーズンにおける同様のセックスシーンでの振る舞いに不快感を感じていたと報じた。そのことは、ショーによる不法行為の疑いの調査に至ったが、ショーの役には不正行為はなかったことが判明した。 
2018年はハンギング・ロックへの修学旅行中に姿を消した3人の生徒の1人として、ミニシリーズ『ピクニックatハンギングロック』に出演した。
2019年はコメディホラー映画『レディ・オア・ノット』で主演を演じ、映画と彼女の演技は肯定的なレビューを受けた。 その後、彼女はアクションコメディ『ガンズ・アキンボ』（2019）に出演し、スリラー映画『シークレット・ランナー』（2020）を主演した。
2020年7月現在、『ビルとテッドの時空旅行 音楽で世界を救え!』（2020）にティア・プレストンとして出演し、『G.I.ジョー:漆黒のスネークアイズ』 （2020）ではスカーレットを演じた。

## 人物
イギリス人の父とマルタ人の母親を持つ。シンガポールやフィジー、インドネシアで育つ。父であるサイモン・ウィーヴィングは、ニューサウスウェールズ州ニューカッスルにあるニューカッスル大学の映画製作者および映画教授であり、キャンベラ国際映画祭の芸術監督でもあった。 母親のヘレナ・ベジーナは、ニューカッスル大学で博物館学を教えるアートセラピストである。 妹のモーガンも女優。叔父は俳優のヒューゴ・ウィーヴィング。
2019年3月10日にクリエイティブ・プロデューサーのジミー・ウォーデンとの婚約を発表した。

## フィルモグラフィー

### 映画
| 年   | 邦題 原題                                                          | 役名                                              | 備考                  | 吹き替え           |
| ---- | ------------------------------------------------------------------ | ------------------------------------------------- | --------------------- | ------------------ |
| 2009 | Sprung                                                             | フラン                                            | 短編映画              | N/A                |
| 2009 | Steps                                                              | 本人役                                            | 短編映画 兼監督・脚本 | N/A                |
| 2013 | ミステリーロード/欲望の街 Mystery Road                             | ペギー                                            | 日本劇場未公開        | （吹き替え版なし） |
| 2014 | Growing Young                                                      | ミンクス                                          | 短編映画              | N/A                |
| 2014 | Flex Off 2014                                                      | 本人                                              | ドキュメンタリー      | N/A                |
| 2015 | He Who Has It All                                                  | セレナ                                            | 短編映画              | N/A                |
| 2016 | Bad Girl                                                           | クロエ・ブキャナン / ジェシカ・クーパー           |                       | N/A                |
| 2016 | モンスタートラック Monster Trucks                                  | ブリアン                                          | 日本劇場未公開        |                    |
| 2017 | Z Inc. ゼット・インク Mayhem                                       | メラニー・クロス                                  |                       | 福宮あやの         |
| 2017 | スリー・ビルボード Three Billboards Outside Ebbing, Missouri       | ペネロープ                                        |                       | 永宝千晶           |
| 2017 | ザ・ベビーシッター The Babysitter                                  | ビー                                              |                       | 小松由佳           |
| 2019 | レディ・オア・ノット Ready or Not                                  | グレース・ルドマス                                | 日本劇場未公開        | 志田有彩           |
| 2019 | ガンズ・アキンボ Guns Akimbo                                       | ニックス                                          |                       | 大地葉             |
| 2020 | キャプテン・プードル 100% Wolf                                     | バッティ                                          | 声の出演              | 熊谷海麗           |
| 2020 | ザ・ベビーシッター キラークイーン The Babysitter: Killer Queen     | ビー                                              |                       | 小松由佳           |
| 2020 | シークレット・ランナー Last Moment of Clarity                      | ジョージア・アウターブリッジ / ローレン・クラーク | 日本劇場未公開        | 竹村知美           |
| 2020 | ビルとテッドの時空旅行 音楽で世界を救え! Bill & Ted Face the Music | テオドラ “ティア”・プレストン                     |                       | 島形麻衣奈         |
| 2021 | G.I.ジョー:漆黒のスネークアイズ Snake Eyes: G.I. Joe Origins       | シャナ・オハラ / スカーレット                     |                       | 白石涼子           |
| 2022 | スターは駐車係に恋をする The Valet                                 | オリヴィア・アラン                                |                       | 小松由佳           |
| 2022 | シュヴァリエ Chevalier                                             | マリー＝ジョセフィーヌ                            | 日本劇場未公開        | （吹き替え版なし） |
| 2022 | バビロン Babylon                                                   | コンスタンス・ムーア                              |                       | 熊谷海麗           |
| 2023 | スクリーム6 Scream VI                                              | ローラ・クレーン                                  |                       |                    |
| 2024 | Azrael                                                             | Azrael                                            |                       |                    |

### テレビ
| 年        | 邦題 原題                                                   | 役名                              | 備考             | 吹き替え           |
| --------- | ----------------------------------------------------------- | --------------------------------- | ---------------- | ------------------ |
| 2008      | Out of the Blue                                             | キルスティン・マロニー            | 主役             | N/A                |
| 2009-2013 | ホーム・アンド・アウェー Home and Away                      | インディゴ “インディ”・ウォーカー | 主役             | （吹き替え版なし） |
| 2011      | 第1回AACTAアワード                                          | 本人 / プレゼンター               | テレビスペシャル | N/A                |
| 2015      | Squirrel Boys                                               | ケリー                            | ウェブシリーズ   | N/A                |
| 2015-2016 | 死霊のはらわた リターンズ Ash vs Evil Dead                  | ヘザー                            | レギュラー       | 朝井彩加           |
| 2017-2019 | SMILF                                                       | ネルソン・ローズ                  | 主役             | N/A                |
| 2018      | ピクニックatハンギングロック Picnic at Hanging Rock         | アーマ・レオポルド                | 主役             | （吹き替え版なし） |
| 2020      | ハリウッド Hollywood                                        | クレア・ウッド                    | 主役             | 渡谷美帆           |
| 2021      | ナイン・パーフェクト・ストレンジャー Nine Perfect Strangers | ジェシカ・チャンドラー            | ミニシリーズ     | （吹き替え版なし） |
| TBA       | Little Sky                                                  | Penelope Paul Porter              | 兼製作総指揮     |                    |

### ミュージックビデオ
| 年   | 歌              | アーティスト       | 役割          | 備考 |
| ---- | --------------- | ------------------ | ------------- | ---- |
| 2017 | 「 Attention 」 | チャーリー・プース | Love Interest |      |

## 賞とノミネート
| 年   | 協会                                    | 賞                                                                | 作品                         | 結果       | Ref.   |
| ---- | --------------------------------------- | ----------------------------------------------------------------- | ---------------------------- | ---------- | ------ |
| 2017 | Film Critics Circle of Australia Awards | 最優秀女優賞                                                      | Bad Girl                     | ノミネート | [ 27 ] |
| 2018 | Gold Derby Awards                       | Best Ensemble Cast                                                | スリー・ビルボード           | 受賞       | [ 28 ] |
| 2018 | 第24回全米映画俳優組合賞                | 全米映画俳優組合賞キャスト賞                                      | スリー・ビルボード           | 受賞       | [ 29 ] |
| 2019 | Equity Ensenble Awards                  | Outstanding Perfomance by an Ensemble in a TV Movie or Miniseries | ピクニックatハンギングロック | ノミネート | [ 30 ] |
| 2020 | Fangoria Chainsaw Awards                | 最優秀女優賞                                                      | レディ・オア・ノット         | ノミネート | [ 31 ] |